# Carlos José Castilho
Carlos José Castilho (27. listopadu 1927, Rio de Janeiro – 2. února 1987, Rio de Janeiro) byl brazilský fotbalový brankář a pozdější trenér.
Je mistrem světa z šampionátů 1958 ve Švédsku a 1962 v Chile a držitelem stříbrné medaile z Mistrovství světa 1950 (ani na jednom z těchto tří závěrečných turnajů však nenastoupil). Zúčastnil se i Mistrovství světa 1954, kde odehrál tři zápasy. Vítěz Copa América z roku 1949. Za brazilskou fotbalovou reprezentaci odehrál 19 zápasů. Většinu své kariéry (1947–1965) strávil v klubu Fluminense, jeho 777 odehraných zápasů je dodnes klubovým rekordem.